# Liu Yung-chien
Liu Yung-Chien (* 17. Februar 1989) ist ein ehemaliger taiwanischer Biathlet.
Liu Yung-Chien nahm zwischen 2005 und 2009 jeweils zu Beginn der Saison im Biathlon-Europacup, ab 2008 dem IBU-Cup teil. Er startete immer auf nur einer Station der Rennserie und nahm ausschließlich an Sprintrennen teil. Bis 2008 startete er regelmäßig in Obertilliach, 2009 in Ridnaun. Von 2005 und 2006 nahm er bei den Wettbewerben der Junioren, seit 2007 bei den Männern im Leistungsbereich teil. Yung-Chiens bestes Ergebnis war ein 112. Platz, erreicht im Jahr 2007. In dem Jahr nahm er auch an den Winterasienspielen als einziger männlicher Teilnehmer seines Landes teil und belegte den 19. Platz im Sprintrennen. Nach der Saison 2010/11 beendete er seine Karriere.